# Jegor Podaniow
Jegor Fiodorowicz Podaniow (ros. Егор Фёдорович Поданёв, ur. 11 lutego 1925 we wsi Niżniaja Pokrowka w guberni woroneskiej, zm. 11 lutego (lub 1 lutego) 1945 w Starym Chrapowie) – radziecki czołgista, starszy sierżant, uhonorowany pośmiertnie tytułem Bohatera Związku Radzieckiego (1945).

## Życiorys
Urodził się w rodzinie chłopskiej. W 1940 skończył 7-letnią szkołę w rodzinnej wsi, później pracował w kołchozie. Latem 1942 został zmobilizowany do pracy przy budowie fortyfikacji, potem do stycznia 1943 przebywał we wsi Kubraki w rejonie bejdelewskim (obwód woroneski) na okupowanym terytorium. W lutym 1943 został powołany do armii, uczył się na kursach mechaników czołgowych w Swierdłowsku (obecnie Jekaterynburg) i w Niżnym Tagile, w styczniu 1944 został skierowany na front. Walczył na 1 i 2 Froncie Ukraińskim i od lipca 1944 1 Białoruskim jako mechanik czołgu T-34 50 Brygady Pancernej 9 Korpusu Pancernego 2 Gwardyjskiej Armii Pancernej w stopniu starszego sierżanta. Brał udział w operacji białoruskiej i walkach o Lublin i Puławy, zadając wrogowi duże straty. 2 września 1944 został ranny, po wyleczeniu wrócił do jednostki. Należał do Komsomołu. 16 stycznia 1945 wziął udział w walkach o Żyrardów, a 18 stycznia o Sochaczew, za zasługi bojowe w tych walkach 25 stycznia został przedstawiony do odznaczenia Złotą Gwiazdą Bohatera Związku Radzieckiego. Zginął w walce na Pomorzu Zachodnim, został pochowany we wsi Stare Chrapowo, po wojnie jego grób przeniesiono na cmentarz wojenny w Stargardzie.

## Odznaczenia
- Złota Gwiazda Bohatera Związku Radzieckiego (27 lutego 1945)
- Order Lenina (27 lutego 1945)
- Order Czerwonego Sztandaru (5 lutego 1945)
- Order Czerwonej Gwiazdy (13 września 1944)
- Order Sławy III klasy (13 sierpnia 1944)